# Esra Yıldız
Esra Yıldız (ur. 4 lipca 1997) – turecka bokserka, brązowa medalistka igrzysk olimpijskich, młodzieżowa wicemistrzyni świata (2014), Europy (2015) oraz mistrzyni Unii Europejskiej (2013).

## Kariera amatorska
W lipcu 2013 uczestniczyła w swojej pierwszej międzynarodowej imprezie. Wygrała wszystkie pojedynki podczas młodzieżowych mistrzostw Unii Europejskiej, zdobywając złoty medal w kategorii lekkiej. Kolejny sukces jako junior osiągnęła już dwa miesiące później, zdobywając srebrny medal młodzieżowych mistrzostw świata. W finale przegrała z reprezentantką Irlandii Ciarą McGinty. W 2014 roku powtórzyła sukces, ponownie zdobywając srebrny medal mistrzostw świata w tej samej kategorii wagowej.
W listopadzie 2016 roku zdobyła brązowy medal Mistrzostw Europy w Sofii. W półfinale przegrała z Rosjanką Darią Abramową.
Yıldız jest również dwukrotną mistrzynią Turcji seniorów (2018, 2019) w kategorii do 60 oraz 57 kg. Dwukrotnie też zdobywała młodzieżowe mistrzostwo Turcji w roku 2015 (kategoria lekka) oraz 2019 (kategoria piórkowa).
W 2021 roku wzięła udział w Letnich Igrzyskach Olimpijskich 2020 w Tokio, gdzie w rywalizacji kobiet do 60 kg doszła do ćwierćfinału, gdzie przegrała z Mirą Potkonen. W 2024 roku ponownie wystartowała na Letnich Igrzyskach Olimpijskich, gdzie w rywalizacji kobiet do 57 kg zdobyła brązowy medal, przegrywając w półfinale z Lin Yu-ting.